# Laura Walker (natation)
Laura Walker, née le 1er juillet 1970, est une nageuse américaine spécialiste de la nage libre. Elle détient une médaille d'argent mondiale et une de bronze olympique en 1988.

## Palmarès
| Date | Compétition                 | Lieu      | Place | Course               |
| ---- | --------------------------- | --------- | ----- | -------------------- |
| 1985 | Championnats pan-pacifiques | Tokyo     | 1re   | 4 x 200 m nage libre |
| 1986 | Championnats du monde       | Barcelone | 4e    | 4 x 200 m nage libre |
| 1986 | Championnats du monde       | Barcelone | 2e    | 4 x 100 m nage libre |
| 1986 | Championnats du monde       | Barcelone | 8e    | 4 x 100 m 4 nages    |
| 1987 | Championnats pan-pacifiques | Brisbane  | 1re   | 4 x 100 m nage libre |
| 1988 | Jeux olympiques             | Séoul     | 3e    | 4 x 100 m nage libre |